# سوث‌بلویت (ایلینوی)
سوث‌بلویت، ایلینوی (به انگلیسی: South Beloit, Illinois) یک شهر در ایالات متحده آمریکا با جمعیت ۷٬۸۹۲ نفر است که در ایلی‌نوی واقع شده‌است.

## موقعیت جغرافیایی
موقعیت جغرافیایی شهرها و مناطق اطراف به شرح زیر است: